# Kia Enterprise
La Kia Enterprise è una berlina 3 volumi di grandi dimensioni prodotta dalla casa automobilistica coreana Kia Motors dal 1998 al 2003. All'interno della gamma Kia ha sostituito il modello Potentia.

## Il contesto
La Kia Enterprise non è altro che la seconda generazione di Mazda Sentia assemblata presso gli stabilimenti sud coreani di Gwangmyeong; infatti la Kia sin dal debutto nel campo dell'industria automobilistica proponeva modelli precedentemente griffati Mazda. L'Enterprise è stata per un periodo di cinque anni l'ammiraglia al top della gamma di autovetture prodotte dall'azienda coreana; infatti dopo il pensionamento della Potentia è rimasta l'unica auto in grado di competere con le più blasonate concorrenti quali le Grandeur e le Dynasty proposte dalla Hyundai sul mercato locale.
Le principali caratteristiche dell'Enterprise furono il telaio di base a trazione posteriore di progettazione Mazda che garantiva un piacere di guida notevole abbinato a dei propulsori V6 all'avanguardia e potenti. Il design si basava su elementi molto in voga durante gli anni novanta ovvero una carrozzeria squadrata con lievi smussature e cromature laterali: il frontale esponeva la grande calandra e delle prese d'aria nella parte inferiore dei paraurti rendono l'aspetto dell'auto importante. Fanaleria rettangolare e cofano motore di grandi dimensioni che ospita il logo a forma di statuetta. Il posteriore invece presenta un cofano del bagagliaio bombato con una cromatura inferiore a livello del portatarga. Passaruota laterali in rilievo e cromature lungo le cornici dei finestrini. Nel complesso, tranne per la calandra frontale, la linea rispecchia fedelmente l'originale Mazda Sentia.
Internamente si nota un andamento curvilineo della plancia impreziosito dalla presenza delle rifiniture in radica e dalle tonalità bicolore; le plastiche dell'abitacolo sono di qualità solo modesta mentre gli assemblaggi lasciano a desiderare ed è proprio su questo campo che si notano le maggiori differenze con la Sentia (qualitativamente migliore). Con il 2000 in occasione di un aggiornamento sono state migliorati gli assemblaggi e la qualità generale delle plastiche interne. Tra la dotazione di serie vi erano il sistema anti bloccaggio delle ruote (ABS), gli interni in pelle, il climatizzatore automatico, l'impianto audio a cassette e CD e gli airbag frontali, mentre tra gli optional erano disponibili il tetto apribile in vetro, il navigatore satellitare e l'omologazione quattro posti con le poltrone posteriori sdoppiate (regolabili elettricamente) al posto del divano. L'impianto frenante era composto da quattro dischi con gli anteriori autoventilati.
Sotto il profilo tecnico l'Enterprise utilizzava soluzioni raffinate come le sospensioni a quattro ruote indipendenti con l'avantreno e il retrotreno configurato secondo lo schema Multilink a cinque bracci in acciaio e barra stabilizzatrice, ammortizzatori idraulici e servosterzo a cremagliera. Il motore in posizione longitudinale forniva la coppia motrice al retrotreno tramite un cambio automatico a 4 rapporti con modalità sequenziale. Abbastanza curata l'efficienza, infatti l'Enteprise possedeva un coefficiente di resistenza aerodinamica pari a 0,38.
La Kia Enterprise venne commercializzata esclusivamente in Corea e in pochi mercati asiatici ed uscì di produzione nel 2003 rimpiazzata dalla nuova Opirus, prima ammiraglia sviluppata totalmente dal polo Hyundai-Kia Automotive senza il supporto di aziende esterne.

## Motorizzazioni
Come motorizzazioni l'Enterprise in un primo momento ha adottato i due propulsori con sei cilindri a V di novanta gradi, alimentati a benzina, facente parti della famiglia motoristica J e sviluppati dalla Mazda; il più compatto 2,5 litri V6 aspirato, noto anche come J5-DE, erogava 162 cavalli (119 kw) e garantiva prestazioni modeste con consumi elevati. Il più grande 3,0 litri V6 JE-DE erogava invece 205 cavalli (151 kw) per una coppia massima di 272 N•m a 3.500 giri al minuto e garantiva prestazioni superiori e patto di costi di gestione ovviamente elevati. A questi due motori si aggiunse in seguito il più grande 3,6 litri V6, con testata in alluminio, che si posizionava al top della gamma Enterprise; grazie alla notevole coppia motrice di 340 N•m, disponeva di 230 cavalli e garantiva ottime prestazioni.